# Maria Raio-X
Maria do Carmo Alves da Silva (Recife, fevereiro de 1932), mais conhecida por Maria Raio-X, é uma médium brasileira.
Nascida em Recife, capital do Pernambuco, Maria Raio-X apresentava inchaços nas pernas que a impediam de caminhar. Com cerca de 03 anos de idade, sua família se mudou para Juazeiro do Norte, no vizinho estado do Ceará. Em virtude do problema nas pernas, a médium teve de ser carregada.
Durante a viagem, Maria Raio-X teve sua primeira visão: um padre teria dito que o local onde a família da menina estava seria inundado e, portanto, deveriam sair dali. O pai da médium, atribuindo a visão a Padre Cícero, falecido alguns anos antes, levou sua família para outro local. Após uma forte chuva, a casa que anteriormente abrigava a família teria sido de fato inundada.
No Natal de 1959, com a saúde ainda mais debilitada, Maria Raio-X teve sua segunda visão: após um clarão, um anjo anunciou que Jesus Cristo em breve se aproximaria dela. Em janeiro de 1960, uma nova visão, dessa vez seria o próprio Messias que falava, ordenando que Maria cuidasse daqueles que a procurassem. Após essa visão, Maria Raio-X garante ter se curado e andado pela primeira vez em 28 anos.
A partir da sua eventual cura, Maria Raio-X teria passado a ver o interior das pessoas, sendo capaz de diagnosticar doenças (daí o apelido "Raio-X"). A médium, apesar de analfabeta, passou a escrever receitas médicas. Maria Raio-X diz ter visões constantemente e que algumas vezes consegue prever a data da morte de alguém.
Em 2009, Maria Raio-X foi presa por exercício ilegal da Medicina, após uma denúncia feita pelo Conselho Regional de Medicina. A médium foi liberada após prestar informações e atualmente responde ao processo em liberdade.
A história da médium deu origem ao livro A um Sopro do Infinito, de autoria de Geraldo Meneses Barbosa e publicado em 2007 pela Editora Realce.